# Techador

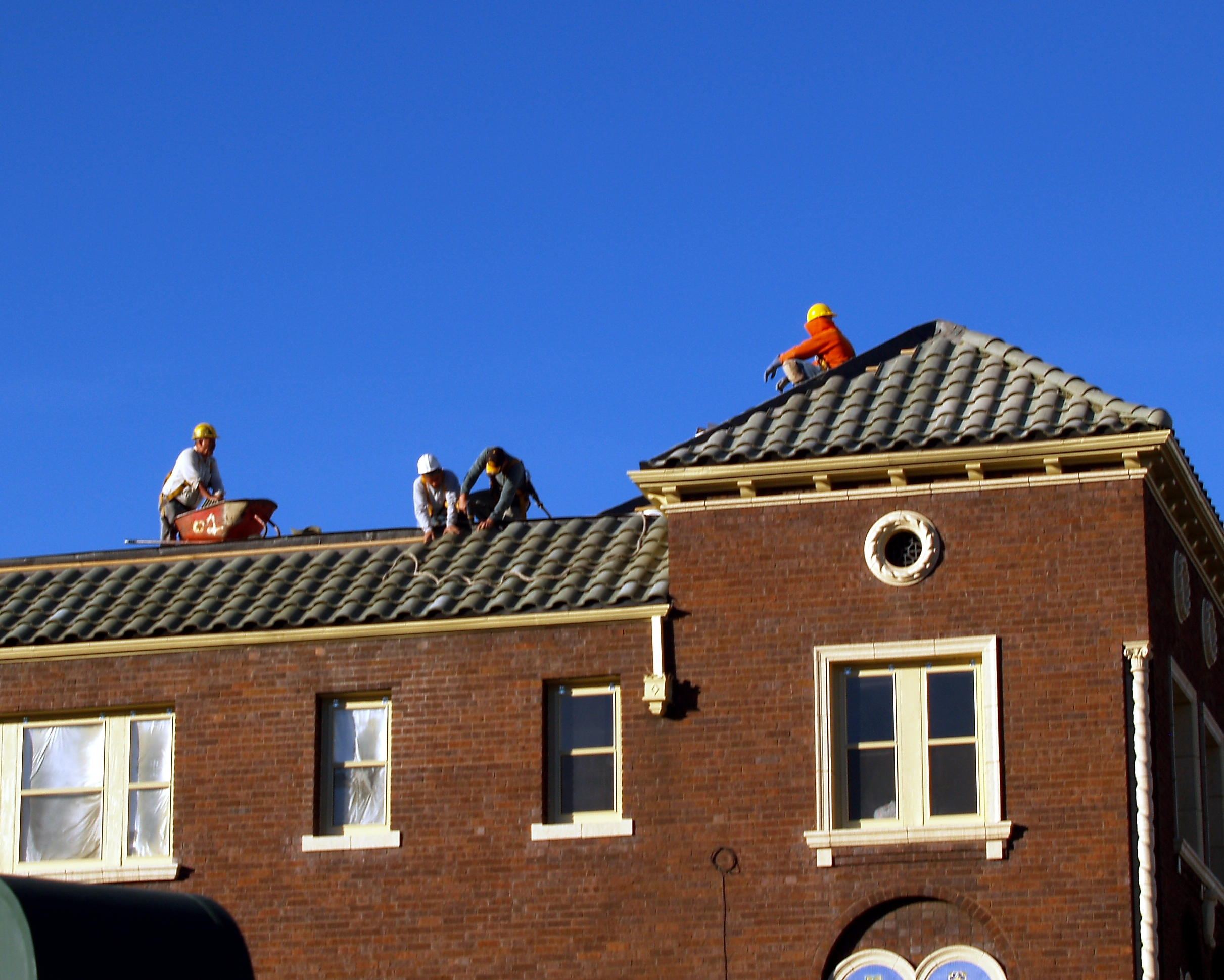
Techadores instalando un techo de tejas en Denver, Colorado

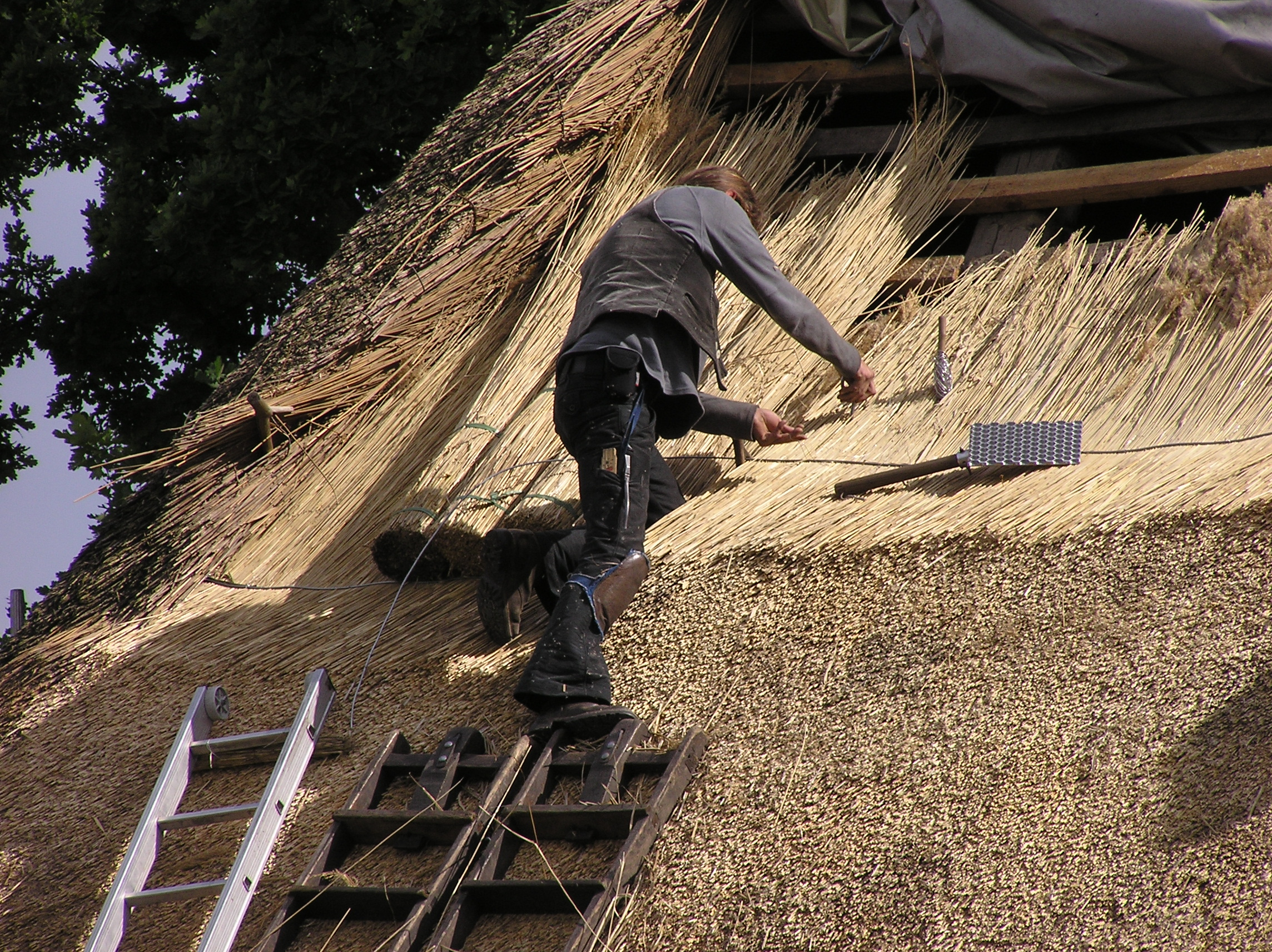
Un techador alemán instalando un techo de paja o junco (viste el chaleco y los pantalones típicos de un trabajador de oficio).

Un techador, mecánico de techos o contratista de techos es un trabajador de oficio que se especializa en la construcción de techos. Los techadores remplazan, reparan e instalan los techos de las edificaciones con una variedad de materiales, como las planchas de tejas asfálticas, el asfalto elastomérico y las planchas de metal. El trabajo de techado incluye la elevación, el almacenamiento, la aplicación y la remoción de los materiales y equipos que se usan en los techos, como el aislamiento, las planchas de metal, las barreras contra el vapor, los implementos de tecnologías verdes para construir techos con cubierta vegetal, los sistemas de captación de agua de lluvia, y los productos fotovoltaicos como las planchas de tejas solares y las tejas solares.
El trabajo de techado puede ser muy exigente a nivel físico porque puede incluir levantar cosas pesadas, trepar, agacharse y arrodillarse, a menudo en condiciones meteorológicas extremas.Los techadores también corren el riesgo de caer desde las alturas en las que trabajan. En muchos países hay medidas de protección obligatorias. Con el fin de abordar este problema, en los Estados Unidos estos requisitos los establece la Administración de Seguridad y Salud Ocupacional. Hay varios recursos de agencias de salud ocupacional sobre la implementación de las intervenciones obligatorias y otras que se recomiendan. 

## Uso a nivel mundial
Según los datos de la Oficina de Estadísticas Laborales de los Estados Unidos (BLS), hasta mayo del 2022 había 131 980 personas que trabajaban como techadores. En esa población, la mayoría de los techadores (un 93 %, o 119 800) eran contratistas en proyectos de cimientos, estructuras y el exterior de edificaciones.  Con respecto a las perspectivas laborales, se predice que habrá un aumento de solo el 2 % en la cantidad de puestos de trabajo entre el 2022 y el 2032 en los Estados Unidos. En esta década se prevé que habrá aproximadamente 12 200 vacantes por año. Es probable que la mayoría de los nuevos puestos de trabajo se ofrezcan para remplazar a los techadores que se jubilen o que dejen este oficio.
En Australia, a este tipo de carpintero se lo llama carpintero de techos y el término techador se refiere a alguien que instala el revestimiento del techo (tejas, planchas de metal, etc.). Se estimó que la cantidad de techadores en Australia es de aproximadamente 15 000. Nueva Gales del Sur es el estado más grande, con un 29 % del mercado de techadores en Australia (4425 empresas). El estado de Victoria está segundo con 3206 techadores (un 21%).
En los Estados Unidos y Canadá por lo general se los llama contratistas de techos o profesionales de techos. El material de techado más común en los Estados Unidos son las planchas de tejas asfálticas. En el pasado se usaban planchas de tejas de tres lengüetas (3-tab), pero las tendencias recientes muestran que se están haciendo muy populares las planchas de tejas "arquitectónicas" o "dimensionales.
Según la región, otros materiales de techado que se están instalando comúnmente incluyen tejas de concreto, tejas de arcilla, pizarra natural o sintética, membrana de una sola capa (principalmente de goma EPDM, PVC o TPO), planchas de tejas de goma (hechas de neumáticos reciclados), vidrio, paneles o planchas de tejas de metal, tejas de madera de textura irregular o planchas de tejas de madera, asfalto o goma calientes aplicados en forma líquida, espuma, paja y tejas solares. Los sistemas de "techos verdes" o techos con jardín se han hecho cada vez más comunes en años recientes, tanto en edificaciones residenciales como comerciales.

## Funciones y responsabilidades

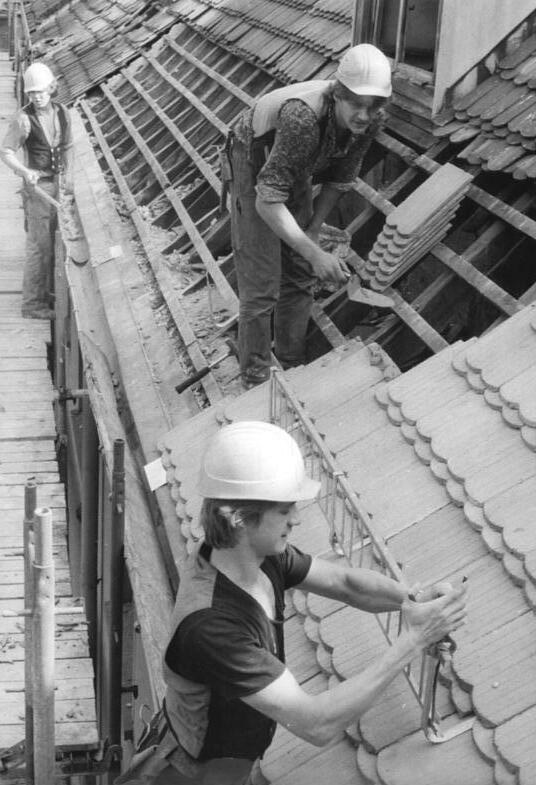
Techadores en Lichtenberg (1984)

Las funciones y responsabilidades de los profesionales de techos incluyen:
- Evaluar el sistema de techo y sus componentes (puede incluir el armazón del techo y los componentes estructurales).
- Determinar cuál es el sistema de techo adecuado para una edificación.
- Instalar los componentes del sistema de techo según las instrucciones del fabricante.
- Reparar el sistema de techo.
- Hacer el mantenimiento del sistema de techo.

Además del trabajo habitual de remplazar, reparar o instalar techos en edificaciones, los techadores también pueden participar en otras tareas, entre ellas:
- Sellar las cabezas expuestas de clavos o tornillos con cemento o masilla, a fin de evitar la posible infiltración de agua.
- Adaptar los materiales de techado para usarlos alrededor de elementos arquitectónicos como paredes o rejillas de ventilación.
- Alinear los materiales instalados con los bordes del techo para asegurarse de que todo encaje bien.
- Instalar los diferentes materiales de techado, como planchas de tejas, asfalto o metal, para hacer que el techo sea impermeable ante las inclemencias del tiempo.
- Establecer mecanismos de ventilación en el techo para regular la circulación del aire y controlar las fluctuaciones de la temperatura.
- Colocar barreras contra la humedad o capas de aislamiento para mejorar el rendimiento térmico del techo.
- Desarmar los sistemas de techo existentes para poder realizar reparaciones o instalar techos nuevos.
- Sustituir las vigas o planchas de madera alteradas o deterioradas para mantener la integridad estructural del techo.
- Realizar evaluaciones de techos con   problemas para determinar la manera más eficaz de arreglarlos.
- Medir las dimensiones del techo para     evaluar la cantidad necesaria de materiales.

## Riesgos
El trabajo de techado es uno de los oficios más peligrosos en el sector de la construcción, ya que se debe trabajar en alturas y los trabajadores se exponen a condiciones climáticas peligrosas, como el calor extremo.  En los Estados Unidos, la tasa de lesiones mortales en el 2021 fue de 59.0 por cada 100 000 techadores de jornada completa, en comparación con el promedio nacional de 3.6 por cada 100 000 empleados de jornada completa. En los Estados Unidos, la tasa de lesiones mortales en el 2021 fue de 59.0 por cada 100 000 techadores de jornada completa, en comparación con el promedio nacional de 3.6 por cada 100 000 empleados de jornada completa.    Según la Oficina de Estadísticas Laborales de los Estados Unidos, el trabajo de techado ha estado entre los 5 oficios con las tasas de muertes más altas por más de 10 años seguidos. Para los techadores hispanos, los datos del 2001 al 2008 muestran que las lesiones mortales causadas por caídas representan casi el 80 % de las muertes en ese sector, la mayor causa de muerte entre los hispanos de cualquier oficio en la construcción.
Uno de los factores principales en las altas tasas de letalidad entre los techadores en los Estados Unidos es la naturaleza del oficio, que requiere el trabajo en superficies de techos elevadas e inclinadas. Los hallazgos de entrevistas cualitativas con contratistas de techos en Michigan también indican que las lesiones en las manos y los dedos, por manipular materiales pesados, así como las lesiones en la espalda son algunas de las combinaciones más comunes de tareas y lesiones.
Las caídas desde escaleras contribuyen a las tasas de lesiones y mortalidad. Más de medio millón de personas son tratadas cada año por haber caído de una escalera y más de 3000 personas mueren como consecuencia de estas caídas.  En el 2014, el costo anual estimado de lesiones por caídas desde escaleras, incluido el tiempo de trabajo perdido y los gastos médicos, jurídicos y de responsabilidad de terceros alcanzó los $24 000 millones.Los trabajadores del sexo masculino, hispanos, de más edad y empleados por cuenta propia, así como los que trabajan en entidades más pequeñas y los que trabajan en construcción, mantenimiento y reparaciones, tienen tasas más altas de lesiones por caídas desde escaleras, en comparación con las mujeres, las personas blancas no hispanas y las personas de otras razas y grupos étnicos.
Las escaleras les permiten a los techadores acceder a superficies de trabajo en niveles más altos. Para que sea seguro usarlas, una persona competente debe inspeccionarlas para ver si están dañadas y se las debe usar en superficies estables y niveladas, a menos que estén apuntaladas para evitar que se muevan fuera de lugar.

## Medidas de seguridad
Casi todos los países industrializados han establecido regulaciones de seguridad específicas para el trabajo en techos, como el uso de sistemas convencionales de protección contra caídas, que incluyen sistemas personales de detención de caídas, sistemas de barandas y redes de seguridad. 
La Agencia Europea para la Seguridad y la Salud en el Trabajo define las situaciones de riesgo (prevención de caídas, materiales que caen, tipos de techos), las precauciones, la capacitación necesaria y la legislación europea que se centra en el trabajo en techos. Las directrices europeas establecen estándares mínimos para la salud y la seguridad y se transponen a la legislación de todos los Estados miembros.
En los Estados Unidos, los estándares de la OSHA exigen a los empleadores que tengan disponibles varios medios de prevención de caídas, a fin de garantizar la seguridad de los trabajadores. En la construcción esto abarca a los trabajadores que estén expuestos a caídas de 6 pies de altura o más cuando trabajen por encima de los niveles más bajos.Algunos estados dejan la regulación del trabajo en techos a discreción de las jurisdicciones a nivel de ciudad, condado o municipio. Emplear a contratistas sin licencia para proyectos con un valor superior a un cierto umbral puede llevar a severas multas o incluso a penas de cárcel. En algunos estados, como en Oklahoma, los techadores deben cumplir con las directrices sobre seguros y licencias para el trabajo en techos. Los techadores también deben mostrar el número de licencia en sus materiales de publicidad.
Las normas en Canadá son muy similares a las de los Estados Unidos y la autoridad para regular depende de la provincia en la que esté ubicada la empresa. 
En el 2009, en Japón, se enmendaron las directrices y regulaciones de seguridad y salud ocupacionales como respuesta a las altas tasas de caídas en la construcción. En ese mismo país, en el 2013, el cumplimiento era bajo y se identificó la necesidad de continuar investigando y de tener medidas correctivas de prevención que garantizaran la protección contra las caídas de alturas.
El Reino Unido no tiene legislación que exija a los techadores tener una licencia para desempeñarse en el oficio, aunque algunos techadores pertenecen a organizaciones gremiales reconocidas.

### Sistemas personales de detención de caídas
La finalidad de los sistemas personales de detención de caídas es impedirlas para evitar que el trabajador haga contacto con la superficie que tiene debajo. Este sistema consiste en una amarra con un dispositivo de desaceleración, junto con un arnés y un ancla.
Además de estos componentes obligatorios de los sistemas de detención de caídas, también hay distancias de caída específicas asociadas al funcionamiento del sistema. En términos específicos, hay una distancia total de caída que los sistemas de detención de caídas deben permitir, a fin de ayudar al trabajador a evitar el contacto con el suelo u otra superficie que esté más abajo. La distancia total de caída consiste en la distancia de caída libre, la distancia de desaceleración, el desplazamiento del anillo en D de enganche, la altura del anillo en D para la espalda y el margen de seguridad. Además de los requisitos de la distancia de caída para cada componente del sistema, el anclaje del sistema debe sostener un mínimo de 5000 libras por trabajador.
Requisitos de las regulaciones de la OSHA. La distancia de caída libre, es decir, la distancia que el trabajador cae antes de que el sistema de detención comience a funcionar y a desacelerar la caída, debe ser de 6 pies o menos, sin contacto con ningún nivel que esté más abajo. La desaceleración, el largo que la amarra se debe estirar para detener la caída, no debe ser de más de 3.5 pies.   El desplazamiento del anillo en D de enganche, la distancia que el arnés se estira y hasta dónde el anillo en D mismo se mueve hasta que encuentra el peso completo del trabajador durante una caída, por lo general se considera que es de 1 pie, según el diseño del equipo y el fabricante del arnés. Con respecto a la altura del anillo en D para la espalda, la distancia entre el anillo en D y las suelas del calzado del trabajador, los empleadores a menudo usan 5 pies como la altura estándar, con la suposición de que el trabajador medirá 6 pies; sin embargo, como la variabilidad de la altura del anillo en D puede afectar la seguridad del sistema, la altura del anillo en D para la espalda debe calcularse con base en la altura real del trabajador. El margen de seguridad, la distancia adicional que se necesita para garantizar suficiente espacio entre el trabajador y la superficie que tiene debajo después de que ocurre una caída, por lo general se considera de un mínimo de 2 pies.

### Sistema de contención de caídas
Un sistema de contención de caídas es un tipo de sistema de protección contra las caídas que tiene la finalidad de evitar que los trabajadores lleguen a los lados o bordes desprotegidos de un área de trabajo, en los cuales puede ocurrir una caída. Este sistema es útil cuando un trabajador podría perder el equilibrio o comenzar a resbalarse cerca de un borde desprotegido. En ese caso el sistema de contención de caídas evitará que el trabajador siga dirigiéndose hacia un lado o borde desprotegido y prevendrá una caída grave. Si bien los estándares de la OSHA para proteger contra las caídas en la construcción no definen ni mencionan explícitamente los sistemas de contención de caídas, la OSHA los permite, como se especifica en una carta de interpretación de la OSHA actualizada en el 2004.La OSHA no tiene requisitos específicos para los sistemas de contención de caídas, pero recomienda que tengan la capacidad de sostener 3000 libras o al menos el doble del máximo de la fuerza prevista como necesaria para salvar al trabajador de una caída a una superficie inferior. No hay especificaciones de la OSHA sobre la distancia que el sistema de contención debe permitir desde el borde para evitar que un trabajador tenga una caída y, si bien es una práctica probablemente muy peligrosa, la carta de interpretación de la OSHA afirma que, mientras el sistema de contención prevenga que el empleado caiga desde el borde, al empleado se lo puede contener "a pulgadas del borde"

### Sistemas de barandas
Los sistemas de barandas sirven como una alternativa a los sistemas de detención y contención de caídas, por medio de barandas permanentes o temporales alrededor del perímetro del techo y de cualquier abertura en los techos. La OSHA requiere que la altura de la baranda sea de 39 a 45 pulgadas por encima de la superficie de trabajo. Se deben instalar rieles entre la parte superior de la baranda y la superficie para caminar o trabajar cuando no haya una pared de protección de al menos 21 pulgadas de altura. Los sistemas de barandas deben tener la capacidad de sostener 200 libras de fuerza, en cualquier dirección hacia afuera o hacia abajo, que se apliquen dentro de 2 pulgadas del borde superior del riel.

### Sistemas de redes de seguridad
En los sistemas de redes de seguridad se usa una red, que ha sido probada, junto al borde (o debajo de él) de la superficie para caminar o trabajar, con el fin de detener a los trabajadores que puedan haber caído desde el techo. Las redes de seguridad deben instalarse lo más cerca, como sea prácticamente posible, por debajo de la superficie donde se esté trabajando y deben extenderse hacia afuera desde la proyección más periférica de la superficie de trabajo, de la siguiente manera:
| Distancia vertical desde el nivel donde se trabaja hasta el plano horizontal de la red | Distancia horizontal mínima requerida del borde más periférico de la red desde el borde de la superficie donde se trabaja |
| -------------------------------------------------------------------------------------- | --- |
| Hasta 5 pies                                                                           | 8 pies |
| Más de 5 pies y hasta 10 pies                                                          | 10 pies |
| Más de 10 pies                                                                         | 13 pies |

Antes de su uso inicial, se debe probar las redes de seguridad dejando caer un saco de arena de 400 libras o se debe presentar un registro de certificación.

### Sistemas de líneas de advertencia
Los sistemas de líneas de advertencia consisten en cuerdas, cables o cadenas que se marcan cada 6 pies con materiales de alta visibilidad, y que deben sostenerse de manera tal que estén entre 34 y 39 pulgadas por encima de la superficie para caminar o trabajar.Los sistemas de líneas de advertencia son sistemas pasivos que permiten establecer un perímetro alrededor del área de trabajo para que los trabajadores estén atentos a los bordes peligrosos. Las líneas de advertencia solo se permiten en los techos con una inclinación leve (una inclinación de 4 pulgadas o menos de elevación vertical por cada 12 pulgadas de longitud horizontal (4:12)). En el contexto de la protección contra caídas en la construcción de techos, los sistemas de líneas de advertencia solo pueden usarse en combinación con un sistema de barandas, un sistema de redes de seguridad, un sistema personal de detención de caídas o un sistema de monitoreo de la seguridad. El sistema de líneas de advertencia debe instalarse alrededor de todos los lados del área de trabajo en el techo.

### Sistemas de monitoreo de la seguridad
En los sistemas de monitoreo de la seguridad se emplea a trabajadores para monitorear la seguridad de sus compañeros de trabajo en los techos. Los encargados de monitorear deben tener competencia para reconocer los peligros de caídas. El encargado de monitorear la seguridad tiene la tarea de garantizar la seguridad de otros trabajadores en el techo y debe tener la capacidad de advertir de forma verbal a un empleado que esté en una situación insegura.

## Tendencias emergentes

### Techos solares
La instalación de techos solares es una de las tendencias que más están creciendo en el sector, ya que estos techos están en armonía con el medioambiente y son una inversión que vale la pena hacer. En términos específicos, se ha hallado que los techos solares les permitirán a los dueños de casa ahorrar potencialmente entre el 40 y el 70 % en las facturas de electricidad, según la cantidad de paneles o tejas solares que se instale. Además, el Gobierno federal de los Estados Unidos ha comenzado a incentivar la instalación de techos solares al ofrecer, para quienes sean elegibles, un crédito tributario del 30 % con respecto al costo de un sistema de este tipo de techos, con base en los impuestos que los beneficiarios paguen sobre el ingreso a nivel federal.

### Techos metálicos
En 14 mercados que se han investigado, las empresas contratistas de techos reportaron que han recibido con más frecuencia llamadas sobre la posibilidad de instalar techos metálicos. Por ejemplo, una empresa solía recibir de 5 a 6 llamadas en total sobre la instalación de techos metálicos, pero recientemente ha recibido de 5 a 6 llamadas por semana con preguntas sobre la instalación de ese tipo de techos.